# واروکا، استرالیای جنوبی
واروکا (به انگلیسی: Warooka) یک شهرک در استرالیا است که در استرالیای جنوبی واقع شده‌است.